# Le lunghe notti della Gestapo
Le lunghe notti della Gestapo és una pel·lícula italiana de nazisploitation del 1977 escrita i dirigida per Fabio De Agostini.

## Sinopsi
Un grup d'il·lustres industrials alemanys planeja enderrocar Adolf Hitler i negociar un tractat de pau amb Anglaterra. L'alt estat major alemany sospita d'ells i encarrega al coronel Werner von Uhland, deshonrat però nazi convençut. Per tal de desemmascarar-los recluta agents com a prostitutes i transforma un hotel en bordell per tal de soscavar la conspiració satisfent els seus desitjos més perversos.

## Repartiment
- Ezio Miani: Werner von Uhland
- Fred Williams: Helmut von Danzig
- Francesca Righini: frau von Uhland
- Rosita Torosh: Ursula Tanner
- Isabelle Marchall: Isabelle
- Mike Morris: generale von Guderwal
- Luca Sportelli: Arthur Bering
- Luciano Rossi: Erich Schwab
- Alessandra Palladino: Greta
- Almina De Sanzio: Martha
- Niki Penati: Esther
- Giorgio Cerioni: Walter Wagner
- Carla Schiavanovic: Linda
- Daniele Dublino: Hauptsturmführer Ritter
- Corrado Gaipa: Udo Kassbaum
- Tino Polenghi: Heinrich Himmler
- Katya Riccioli: Hilde / Eva
- Nando Marineo: Felix Toten
- Franco Patano: Friedrich Schatz
- Paola Maiolini: Bertha